# Велика награда Мађарске 1994.
Велика награда Мађарске 1994. године је била трка у светском шампионату Формуле 1 1994. године која се одржала на аутомобилској стази „Хунгароринг“ у Будимпешти, 14. августа 1994. године.
Победник је био Михаел Шумахер, другопласирани Дејмон Хил, док је трку као трећепласирани завршио Јос Верстапен.